# Juan Bonafé Bourguignon
Juan Bonafé Bourguignon (Lima, Perú, 21 de mayo de 1901-Las Palmas de Gran Canaria, 1969) fue un pintor español especializado en el retrato.

## Biografía
Nacido en Lima, Juan Bonafé fue hijo del actor murciano del mismo nombre y de Magdalena Bourguignon. La familia se instaló en Madrid cuando él tenía ya siete años, pasando frecuentes temporadas en La Alberca (Murcia).
Ingresó en la Academia de Bellas Artes de San Fernando en 1917, donde iniciaría una larga amistad con Eduardo Vicente y el también murciano Ramón Gaya, que luego extiende a otros artistas de esa región, como Pedro Flores o Luis Garay. Inicia su faceta de ilustrador colaborando con la revista Verso y Prosa, y en 1927 concurre a la Primera Exposición Surrealista celebrada en Madrid. En 1936 se une al grupo de pintores convocados por Manuel Bartolomé Cossío para participar en el "Museo circulante" o "Museo del pueblo" de las Misiones Pedagógicas, junto a Blesa, Fernández Mazas y sus viejos amigos Vicente y Gaya, en la tarea de copistas de obras singulares. Una de las obras que copia Bonafé fue La
Resurrección, de El Greco.
Fuera de su país participó en las muestras colectivas organizadas por la Sociedad de Artistas Ibéricos en Berlín y Copenhague, en 1934-35, y en 1937 figura entre los representantes del Pabellón España en la Exposición de Artes y Técnicas de París. En 1938 desempeñó temporalmente la presidencia de la Agrupación Nacional Sindical de Bellas Artes.
Perdida la causa republicana, tras la Guerra Civil se exilia en Francia, y sobrevive dando clases de dibujo en Burdeos y más tarde llega a exponer en Toulouse realiza diversas exposiciones. Regresó a España en 1948 para refugiarse en la casa de su abuelo en La Alberca, donde es visitado por su amigo Ramón Gaya. En 1960 recibió el Premio Villacís de la Diputación de Murcia por la obra El Valle. Murió en la Palmas de Gran Canaria a los sesenta y ocho años de edad.